# Уразліно
Ура́зліно (рос. Уразлино, чув. Улянкă) — присілок у складі Янтіковського району Чувашії, Росія. Входить до складу Індирцького сільського поселення.
Населення — 475 осіб (2010; 479 у 2002).
Національний склад:
- чуваші — 100 %